# Coppa di Francia 2019-2020 (fase finale)
Questa voce raccoglie un approfondimento sulle gare della fase finale dell'edizione 2019-2020 della Coppa di Francia di calcio.

## Date
| Fase        | Turno                   | Partita unica          |                        |
| ----------- | ----------------------- | ---------------------- | ---------------------- |
| Fase Finale | Trentaduesimi di finale | 3-4-5-6 gennaio 2020   | 3-4-5-6 gennaio 2020   |
| Fase Finale | Sedicesimi di finale    | 18 gennaio 2020        | 18 gennaio 2020        |
| Fase Finale | Ottavi di finale        | 28-29-30 gennaio 2020  | 28-29-30 gennaio 2020  |
| Fase Finale | Quarti di finale        | 11-12-13 febbraio 2020 | 11-12-13 febbraio 2020 |
| Fase Finale | Semifinali              | 4-5 marzo 2020         | 4-5 marzo 2020         |
| Fase Finale | Finale                  | 25 aprile 2020         | 25 aprile 2020         |

## Squadre
| Ligue 1 tutte le 20 squadre della stagione 2019-2020 | Ligue 2 9 delle 20 squadre della stagione 2019-2020                                    | Championnat National 5 delle 18 squadre della stagione 2019-2020 | CFA, CFA 2, Ligues régionales e Ligue Outre-Mer 30 squadre della stagione 2019-2020. |
| - Amiens - Angers - Bordeaux - Brest - Digione - Lilla - Olympique Lione - Olympique Marsiglia - Metz - Monaco - Montpellier - Nantes - Nîmes - Nizza - Paris Saint-Germain - Rennes - Saint-Étienne - Stade Reims - Strasburgo - Tolosa | - Caen - Chambly - Le Mans - Lorient - Nancy - Niort - Paris FC - Rodez - Valenciennes | - Bastia-Borgo - Bourg-en-Bresse - Le Puy - Pau - Red Star       | - Championnat amateur - Angoulême - Belfort - Entente SSG - Épinal - Fréjus - Granville - Rouen - Stade Briochin - St-Pryvé St-Hilarie - Trélissac - Championnat amateur 2 - Athlético Aix Marseille Provence - Aviron Bayonnais - Challans - Dieppe - Fabrègues - Gonfreville - Guichen - Limonest Saint-Didier - Montceau Bourgogne - Olympique Grande-Synthe - Prix-lès-Mézières - Raon-l'Étape - Sablé - Stade portelois - Tours - Versailles - Ligues régionales - Hombourg-Haut - Linas-Montlhéry - Reims Sainte-Anne Châtillons - Ligue Outre-Mer - Saint-Pierroise |

## Trentaduesimi di finale

### Tabellini
| Arbitro: | Letexier |

|                               |           |  |
| Briand 53’ (rig.) Bašić 90+4’ | Marcatori |  |

| Arbitro: | Gaillouste |

|  |           |                               |
|  | Marcatori | 17’ Armand 90+4’ Diaby-Fadiga |

| Arbitro: | Bouille |

|                   |           |                             |
| Louvet 15’ (rig.) | Marcatori | 21’ Lamrabette 71’ Mouaddib |

| Arbitro: | Hamel |

|  |           |                           |
|  | Marcatori | 13’ Coulibaly 90+4’ Abeid |

| Arbitro: | Stinat |

|              |           |                             |
| Manounou 78’ | Marcatori | 10’ Gioacchini 26’ Rivierez |

| Arbitro: | Varela |

|                           |           |                      |
| Randrianarisoa 63’ (aut.) | Marcatori | 59’ Hubert 76’ Ponti |

| Arbitro: | Delajod |

|                  |           |         |
| Keita 61’, 90+4’ | Marcatori | 69’ Dia |

| Arbitro: | Millot |

|            |           |                                            |
| Bultel 35’ | Marcatori | 3’ Corgnet 59’, 65’ Zohi 86’ (aut.) Lebeau |

| Arbitro: | Turpin |

|                                  |                      |                                             |
| Da Silva 38’ Camara 65’          | Marcatori            | 24’ Briançon 51’ (rig.) Ripart              |
| Mouangué Dugain Hidasse Da Silva | Tiri di rigore 2 – 4 | Briançon Paquiez Stojanovski Denkey Valerio |

| Arbitro: | Thual |

|                                       |                      |                                |
| Bloudeau 57’ (rig.)                   | Marcatori            | 88’ Mendy                      |
| Bloudeau Allée N'Diaye Simon Le Marer | Tiri di rigore 3 – 4 | Hamouda Auzou Abdelkader Mendy |

| Arbitro: | Dos Santos |

|                          |           |             |
| Benbachir 8’ Meghzel 47’ | Marcatori | 53’ Maanane |

| Arbitro: | Dechepy |

|               |           |  |
| Antoine 90+6’ | Marcatori |  |

| Arbitro: | Lesage |

|                                                             |                      |                                                        |
| Siebatcheu Hunou Gboho Traoré Da Silva Del Castillo Gnagnon | Tiri di rigore 5 – 4 | Chedjou Talal Ghoddos Aleesami Gnahoré Diabaté Dibassy |

| Arbitro: | Lissorgue |

|                               |                      |                           |
| Legendre 71’ Riclin 84’       | Marcatori            | 27’ Gueye 40’ (rig.) Ba   |
| Legendre Thibault Kabeya Naïs | Tiri di rigore 2 – 4 | Jarju Ba Bayard Kamissoko |

| Arbitro: | Petit |

|                                              |           |  |
| Bentahar 47’ Larteau 82’ (aut.) Saline 90+3’ | Marcatori |  |

| Arbitro: | Miguelgorry |

|                         |           |           |
| Verdier 61’ Chahiri 78’ | Marcatori | 10’ David |

| Arbitro: | Frappart |

|                                      |           |            |
| Moke Njedi 2’ Franco 61’ Zinga 90+4’ | Marcatori | 41’ Connan |

| Arbitro: | Ben El Hadj |

|  |           |                                                                             |
|  | Marcatori | 17’, 41’ Dembélé 46’ Terrier 55’ Cornet 82’ Caqueret 89’ Aouar 90+1’ Cherki |

| Arbitro: | Brisard |

|                              |                      |                                |
| Diaby 1’                     | Marcatori            | 20’ Payet                      |
| Bigné Aguad Diakhaby Gnaleko | Tiri di rigore 2 – 4 | Payet Strootman Rongier Perrin |

| Arbitro: | Pignard |

|                                |           |                               |
| Duminy 76’ Hassidou 83’ (rig.) | Marcatori | 14’ Araújo 47’ Fonte 63’ Rémy |

| Arbitro: | Abed |

|  |           |                                |
|  | Marcatori | 33’, 90+4’ Nordin 45+1’ Fofana |

| Arbitro: | Wattellier |

|                                |           |                 |
| Marveaux 22’ (rig.) Wissa 112’ | Marcatori | 36’ Charbonnier |

| Arbitro: | Batta |

|  |           |           |
|  | Marcatori | 6’ Hilton |

| Arbitro: | Rainville |

|                          |           |  |
| Boudaoui 55’ Ounas 90+2’ | Marcatori |  |

| Arbitro: | Leonard |

|                               |                      |                             |
| Canales 37’                   | Marcatori            | 59’ Fleury                  |
| Canales Merabai Tanard Bouzit | Tiri di rigore 3 – 1 | Ouadoudi Ouaneh Fleury Sall |

| Arbitro: | Pahlies |

|  |           |            |
|  | Marcatori | 70’ Krasso |

| Arbitro: | Mokhtari |

|  |           |                                       |
|  | Marcatori | 9’ Houlot 39’ Thioune 90+3’ Cervantes |

| Arbitro: | Bastien |

|                      |           |                            |
| Chevalier 18’ (rig.) | Marcatori | 14’ Sammaritano 74’ Lautoa |

| Arbitro: | Gautier |

|           |           |                               |
| Etamé 86’ | Marcatori | 68’ Thomas 84’, 90+4’ Capelle |

| Arbitro: | Perreau Niel |

|  |           |           |
|  | Marcatori | 84’ Gueye |

| Arbitro: | Schneider |

|  |           |                                                                  |
|  | Marcatori | 30’ Aouchiche 41’, 60’ Cavani 63’, 69’ Sarabia 87’ Choupo-Moting |

| Arbitro: | Angoula |

|                                |           |  |
| Dembi 6’ Fataki 77’ Diarra 88’ | Marcatori |  |

### Risultati
| Squadra 1                        | Risultato       | Squadra 2           |
| -------------------------------- | --------------- | ------------------- |
| 3 gennaio 2020                   |                 |                     |
| Bordeaux                         | 2 - 0           | Le Mans             |
| 4 gennaio 2020                   |                 |                     |
| Fabrègues                        | 0 - 2           | Paris FC            |
| Versailles                       | 1 - 2           | Granville           |
| Aviron Bayonnais                 | 0 - 2           | Nantes              |
| Guichen                          | 1 - 2           | Caen                |
| Niort                            | 1 - 2           | Saint-Pierroise     |
| Monaco                           | 2 - 1           | Stade Reims         |
| Stade portelois                  | 1 - 4           | Strasburgo          |
| Tours                            | 2 - 2 (2-4 dtr) | Nîmes               |
| Stade Briochin                   | 1 - 1 (3-4 dtr) | Gonfreville         |
| Athlético Aix Marseille Provence | 2 - 1           | Rodez               |
| St-Pryvé St-Hilarie              | 1 - 0           | Tolosa              |
| Rennes                           | 0 - 0 (5-4 dtr) | Amiens              |
| Sable/Sarthe                     | 2 - 2 (2-4 dtr) | Pau                 |
| Belfort                          | 3 - 0           | Montceau Bourgogne  |
| Red Star                         | 2 - 1           | Chambly             |
| Angoulême                        | 3 - 1           | Challans            |
| Bourg-en-Bresse                  | 0 - 7           | Olympique Lione     |
| 5 gennaio 2020                   |                 |                     |
| Trélissac                        | 1 - 1 (2-4 dtr) | Olympique Marsiglia |
| Raon-l'Étape                     | 2 - 3           | Lilla               |
| Bastia-Borgo                     | 0 - 3           | Saint-Étienne       |
| Lorient                          | 2 - 1 (dts)     | Brest               |
| Reims Sainte-Anne Châtillons     | 0 - 1           | Montpellier         |
| Nizza                            | 2 - 0           | Fréjus              |
| Limonest Saint-Didier            | 1 - 1 (3-1 dtr) | Le Puy              |
| Entente SSG                      | 0 - 1           | Épinal              |
| Hombourg-Haut                    | 0 - 3           | Prix-lès-Mézières   |
| Valenciennes                     | 1 - 2           | Digione             |
| Dieppe                           | 1 - 3           | Angers              |
| Olympique Grande-Synthe          | 0 - 1           | Nancy               |
| Linas Montlhery                  | 0 - 6           | Paris Saint-Germain |
| 6 gennaio 2020                   |                 |                     |
| Rouen                            | 3 - 0           | Metz                |

## Sedicesimi di finale

### Tabellini
| Arbitro: | Ben El Hadj |

|                               |           |                          |
| Name 23’ Jarju 43’ Gueye 117’ | Marcatori | 41’ Maja 81’ de Préville |

| Arbitro: | Gautier |

|  |           |                                     |
|  | Marcatori | 77’ Álvaro 83’ Radonjić 90+2’ Payet |

| Arbitro: | Wattellier |

|              |           |  |
| Berkane 118’ | Marcatori |  |

| Arbitro: | Turpin |

|                       |           |                      |
| Danilo 27’ Ganago 29’ | Marcatori | 90+2’ (rig.) Hamache |

| Arbitro: | Frappart |

|  |           |              |
|  | Marcatori | 52’ Rouvière |

| Arbitro: | Delajod |

|  |           |                        |
|  | Marcatori | 69’ Rémy 90+2’ Osimhen |

| Arbitro: | Rainville |

|                                   |           |             |
| Grasso 7’ Régnier 72’, 79’ (rig.) | Marcatori | 25’ Dembélé |

| Arbitro: | Schneider |

|                        |           |                                |
| Ménez 23’ Pitroipa 54’ | Marcatori | 31’ Khazri 70’ Abi 78’ Debuchy |

| Arbitro: | Stinat |

|           |           |                                                                    |
| Franco 6’ | Marcatori | 34’ Zohi 37’ Thomasson 38’ Bellegarde 44’ Djiku 83’ (rig.) Ajorque |

| Arbitro: | Lesage |

|                               |           |                                       |
| Emond 16’ Louza 83’ Simon 86’ | Marcatori | 1’, 9’ Cherki 37’ Terrier 69’ Dembélé |

| Arbitro: | Millot |

|            |           |                                          |
| Sidibé 13’ | Marcatori | 5’ Alioui 19’, 23’ El Melali 81’ Bahoken |

| Arbitro: | Delerue |

|  |           |                           |
|  | Marcatori | 23’ Traoré 45+2’ Raphinha |

| Arbitro: | Leonard |

|                                                            |           |  |
| Savanier 24’ (rig.) Laborde 37’ Delort 40’, 64’ Mollet 59’ | Marcatori |  |

| Arbitro: | Ben El Hadj |

|                                                                 |           |  |
| Cádiz 18’ (rig.) Mavididi 75’, 89’ Chouiar 79’ Ecuele Manga 86’ | Marcatori |  |

| Arbitro: | Abed |

|  |           |             |
|  | Marcatori | 80’ Sarabia |

| Arbitro: | Letexier |

|             |           |                               |
| Antoine 82’ | Marcatori | 11’, 28’ Keita 36’ Ben Yedder |

### Risultati
| Squadra 1                        | Risultato   | Squadra 2             |
| -------------------------------- | ----------- | --------------------- |
| 16 gennaio 2020                  |             |                       |
| Pau                              | 3 - 2 (dts) | Bordeaux              |
| 17 gennaio 2020                  |             |                       |
| Granville                        | 0 - 3       | Olympique Marsiglia   |
| 18 gennaio 2020                  |             |                       |
| Épinal                           | 1 - 0 (dts) | Saint-Pierroise       |
| Nizza                            | 2 - 1       | Red Star              |
| Prix-lès-Mézières                | 0 - 1       | Limonest Saint-Didier |
| Gonfreville                      | 0 - 2       | Lilla                 |
| Belfort                          | 3 - 1       | Nancy                 |
| Paris FC                         | 2 - 3       | Saint-Étienne         |
| Angoulême                        | 1 - 5       | Strasburgo            |
| Nantes                           | 3 - 4       | Olympique Lione       |
| 19 gennaio 2020                  |             |                       |
| Rouen                            | 1 - 4       | Angers                |
| Athlético Aix Marseille Provence | 0 - 2       | Rennes                |
| Montpellier                      | 5 - 0       | Caen                  |
| Digione                          | 5 - 0       | Nîmes                 |
| Lorient                          | 0 - 1       | Paris Saint-Germain   |
| 20 gennaio 2020                  |             |                       |
| St-Pryvé St-Hilarie              | 1 - 3       | Monaco                |

## Ottavi di finale

### Tabellini
| Arbitro: | Thual |

|                                                   |                      |                                                 |
| Régnier Magassouba Grasso Ranneaud Cuenin Loichot | Tiri di rigore 5 – 4 | Savanier Delort Sambia Laborde Camara Le Tallec |

| Arbitro: | Leonard |

|                                                        |           |                                                            |
| Thioub 52’, 85’ Bahoken 89’ (rig.) Pereira Lage 105+1’ | Marcatori | 37’ Lea Siliki 42’, 61’ (rig.) Niang 101’ Gboho 110’ Gélin |

| Arbitro: | Abed |

|            |           |                         |
| Bouzit 49’ | Marcatori | 55’ Cádiz 120’ Mavididi |

| Arbitro: | Hamel |

|  |           |             |
|  | Marcatori | 24’ Bouanga |

| Arbitro: | Batta |

|  |           |                         |
|  | Marcatori | 25’ Paredes 53’ Sarabia |

| Arbitro: | Miguelgorry |

|                 |           |         |
| Krasso 54’, 61’ | Marcatori | 8’ Rémy |

| Arbitro: | Lesage |

|                                        |           |             |
| Sarr 32’ Payet 43’ (rig.) Kamara 90+5’ | Marcatori | 59’ Corgnet |

| Arbitro: | Schneider |

|           |           |                                |
| Ounas 89’ | Marcatori | 15’ Dembélé 90+3’ (rig.) Aouar |

### Risultati
| Squadra 1             | Risultato       | Squadra 2           |
| --------------------- | --------------- | ------------------- |
| 28 gennaio 2020       |                 |                     |
| Belfort               | 0 - 0 (5-4 dtr) | Montpellier         |
| Angers                | 4 - 5 (dts)     | Rennes              |
| Limonest Saint-Didier | 1 - 2 (dts)     | Digione             |
| Monaco                | 0 - 1           | Saint-Étienne       |
| 29 gennaio 2020       |                 |                     |
| Pau                   | 0 - 2           | Paris Saint-Germain |
| Épinal                | 2 - 1           | Lilla               |
| Olympique Marsiglia   | 3 - 1           | Strasburgo          |
| 30 gennaio 2020       |                 |                     |
| Nizza                 | 1 - 2           | Olympique Lione     |

## Quarti di finale

### Tabellini
| Arbitro: | Delerue |

|  |           |                                                |
|  | Marcatori | 23’ Raphinha 71’ (rig.) Niang 90+1’ Siebatcheu |

| Arbitro: | Bastien |

|             |           |                                                                                      |
| Chouiar 13’ | Marcatori | 1’ (aut.) Lautoa 44’ Mbappé 50’ Thiago Silva 56’, 90+2’ Sarabia 86’ (aut.) Coulibaly |

| Arbitro: | Millot |

|           |           |  |
| Aouar 81’ | Marcatori |  |

| Arbitro: | Letexier |

|                   |           |                        |
| Krasso 62’ (rig.) | Marcatori | 37’ Bouanga 58’ Camara |

### Risultati
| Squadra 1        | Risultato | Squadra 2           |
| ---------------- | --------- | ------------------- |
| 11 febbraio 2020 |           |                     |
| Belfort          | 0 - 3     | Rennes              |
| 12 febbraio 2020 |           |                     |
| Digione          | 1 - 6     | Paris Saint-Germain |
| Olympique Lione  | 1 - 0     | Olympique Marsiglia |
| 13 febbraio 2020 |           |                     |
| Épinal           | 1 - 2     | Saint-Étienne       |

## Semifinali

### Tabellini
| Arbitro: | Buquet |

|             |           |                                                      |
| Terrier 11’ | Marcatori | 14’, 70’, 90+3’ Mbappé 64’ (rig.) Neymar 82’ Sarabia |

| Arbitro: | Gautier |

|                                   |           |                  |
| Kolodziejczak 43’ Boudebouz 90+4’ | Marcatori | 33’ (rig.) Niang |

### Risultati
| Squadra 1       | Risultato | Squadra 2           |
| --------------- | --------- | ------------------- |
| 4 marzo 2020    |           |                     |
| Olympique Lione | 1 - 5     | Paris Saint-Germain |
| 5 marzo 2020    |           |                     |
| Saint-Étienne   | 2 -1      | Rennes              |

## Finale
| Arbitro: | Delerue |

|            |           |  |
| Neymar 14’ | Marcatori |  |

| Paris Saint-Germain | Saint-Étienne |

|                 |    |                          |     |     |
|                 |    |                          |     |     |
| P               | 1  | Keylor Navas             |     |     |
| D               | 4  | Thilo Kehrer             |     | 20’ |
| D               | 2  | Thiago Silva             |     |     |
| D               | 5  | Marquinhos               | 35’ |     |
| D               | 25 | Mitchel Bakker           | 29’ |     |
| C               | 11 | Ángel Di María           |     |     |
| C               | 8  | Leandro Paredes          | 29’ | 75’ |
| C               | 27 | Idrissa Gueye            |     |     |
| C               | 10 | Neymar                   |     |     |
| A               | 18 | Mauro Icardi             |     |     |
| A               | 7  | Kylian Mbappé 33’        |     |     |
| A disposizione: |    |                          |     |     |
| P               | 16 | Sergio Rico              |     |     |
| D               | 3  | Presnel Kimpembe         |     |     |
| D               | 20 | Layvin Kurzawa           |     |     |
| D               | 31 | Colin Dagba              |     | 20’ |
| C               | 6  | Marco Verratti           | 31’ | 75’ |
| C               | 19 | Pablo Sarabia            |     | 33’ |
| C               | 21 | Ander Herrera            |     |     |
| C               | 23 | Julian Draxler           |     |     |
| A               | 17 | Eric Maxim Choupo-Moting |     |     |
| Allenatore:     |    |                          |     |     |
| Thomas Tuchel   |    |                          |     |     |

| P               | 30 | Jessy Moulin           | 28’ |     |
| D               | 26 | Mathieu Debuchy        |     | 83’ |
| D               | 3  | Wesley Fofana          | 90’ |     |
| D               | 24 | Loïc Perrin            | 30’ |     |
| D               | 5  | Timothée Kolodziejczak |     |     |
| C               | 8  | Mahdi Camara           | 37’ | 46’ |
| C               | 6  | Yann M'Vila            | 51’ |     |
| C               | 27 | Yvann Maçon            | 2’  | 34’ |
| C               | 7  | Ryad Boudebouz         |     | 75’ |
| C               | 20 | Denis Bouanga          |     |     |
| A               | 21 | Romain Hamouma         | 29’ | 46’ |
| A disposizione: |    |                        |     |     |
| P               | 40 | Stefan Bajic           |     |     |
| D               | 2  | Harold Moukoudi        |     | 34’ |
| C               | 19 | Yvan Neyou             |     | 46’ |
| C               | 33 | Maxence Rivera         |     |     |
| C               | 37 | Aïmen Moueffek         |     |     |
| A               | 10 | Wahbi Khazri           |     | 46’ |
| A               | 14 | Jean-Philippe Krasso   |     | 83’ |
| A               | 18 | Arnaud Nordin          |     | 75’ |
| A               | 29 | Charles Abi            |     |     |
| Allenatore:     |    |                        |     |     |
| Claude Puel     |    |                        |     |     |